# Валентин Николов
Валентин Алексиев Николов е депутат от партия ГЕРБ в XLI , XLIII и XLIV народни събрания. Избран за мажоритарен депутат от 23-ти избирателен район – София 1.
Валентин Николов . Учредител е на гражданско движение ГЕРБ. Учредител е на Политическа Партия ГЕРБ на 3 декември 2006 година. От 16 февруари 2011 г. е заместник-председател на Парламентарната група на ПП ГЕРБ. От 30 юли 2009 г. до 1 юни 2011 г. е член на Комисията по икономическата политика, енергетиката и туризма, а от 22 октомври 2009 г. до 20 януари 2010 г. е член на Комисията по бюджет и финанси. На 1 юни 2011 г. става заместник-председател на Комисията по икономическата политика, енергетиката и туризма. От тогава е член на Временната комисия за обсъждане на Законопроект за изменение и допълнение на Конституцията на Република България. Председател на постоянната комисия по енергетика в 44-то Народно събрание.
Валентин Николов е заместник-председател на Групата за приятелство България-Виетнам. Членува в Групата за приятелство България-Испания, България-Китай, България-Куба, България-Мароко, България-Мексико, България-Норвегия, България-Португалия, България-САЩ, България-Тайланд, България-Унгария и България-ЮАР.
По професия е инженер. Говори английски език и руски език. В XLIII народно събрание е заместник-председател на Комися по Енергетика, член на Комисия по наблюдение на ДКЕВР. Женен с едно дете. Валентин Алексиев Николов е роден на 9 август 1971 година в Габрово.
През 1995 г. завършва Технически университет – София, като магистър в областта на машиностроенето и двигателите с вътрешно горене. Николов е магистър по финансов мениджмънт в СА „Димитър Ценов“ – гр. Свищов. Специализирал е „Политически мениджмънт“ в Летния университет в Страсбург и в Нов български университет. Притежава диплома за вътрешен одитор от MOODY International. Валентин Николов има дългогодишен опит в областта на мениджмънта, маркетинга и рекламата.
На парламентарните избори през 2009 г. е избран за народен представител от квотата на ГЕРБ. Като депутат бе заместник-председател на Комисията по икономическа политика, енергетика и туризъм и член на Комисията по бюджет и финанси.
От 2011 г. е заместник-председател на парламентарната група на ГЕРБ, заместник-председател на Комисията по икономическа политика, енергетика и туризъм и член на Комисията по бюджет и финанси в XLI народно събрание.
На 23 март 2012 г. е избран за заместник-министър на икономиката, енергетиката и туризма. Председател на борда на директорите на БЕХ – Български Енергиен Холдинг. Председател на борда на директорите на „АЕЦ Козлодуй – Нови мощности“. Член е на надзора на НЗОК.
председател на борда на директорите "НЕК" ЕАД 2012г
През май 2012 година Николов е назначен за изпълнителен директор на АЕЦ „Козлодуй“ЕАД 2012-2013г.
Изпълнителен директор на Български енергиен холдинг 2021г
Председател е на Националния комитет в Бъгария на Световния Енергиен Съвет, организация призната от ООН, обединяваща над 90 страни по целия свят.